# ザ・マペッツ (テレビドラマ)
ザ・マペッツ(The Muppets)は、アメリカ合衆国のテレビドラマ。この番組はロサンゼルスで撮影されるピギー主演のトーク番組「Up Late with Miss Piggy」の制作現場を舞台にしており、カーミットと仲間たちの日常・職業生活などが描かれている。

## 登場人物
カーミット
声 - スティーヴ・ホイットマイア
ミス・ピギー
声 - エリック・ジェイコブソン
フォジー
声 - エリック・ジェイコブソン
ゴンゾ
声 - デーヴ・ゲルツ
リゾ
声 - スティーヴ・ホイットマイア
ペペ
声 - ビル・バレッタ

## 各話リスト
括弧内は日本語タイトル
1. Pig Girls Don’t Cry (ミス・ピギーは泣かない)
2. Hostile Makeover (コード・レッド発令！)
3. Bear Left Then Bear Write (クマ、森へ帰る)
4. Pig Out (楽しい打ち上げ)
5. Walk the Swine (永遠のライバル)
6. The Ex-Factor (今カノと元カノ)
7. Pig’s in a Blackout (お先 真っ暗)
8. Too Hot to Handler (お熱いのはお嫌い？)
9. Going, Going, Gonzo (飛べ！ゴンゾ)
10. Single All the Way (独りぼっちのクリスマス)
11. Swine Song (懐かしのデュエット)
12. A Tail of Two Piggies (しっぽがポロリ)
13. Got Silk? (お友達探し)
14. Little Green Lie (ミス・ピギーおばさん)
15. Generally Inhospitable (病院へ行こう)
16. Because… Love (恋の行方)

## 放送・配信

### アメリカ
2015年9月22日から2016年3月1日までABCで放送された。シーズン2も予定されていたが、2016年5月12日にキャンセルを発表している。

### 日本
日本では2016年8月19日から12月6日までAXNで日本語字幕版が放送された。